# Макаслан, Кирстен
Ки́рстен Мака́слан (англ. Kirsten McAslan; род. 1 сентября 1993, Миддлтон, Большой Манчестер, Великобритания) — британская легкоатлетка, специализирующаяся в беге на 400 метров. Серебряный призёр чемпионата Европы 2015 года в помещении в эстафете 4×400 метров. Чемпионка Великобритании (2015).

## Биография
Кирстен родилась в потомственной легкоатлетической семье. Отец — Юэн Макаслан, двукратный чемпион Великобритании среди студентов. Мать — Фиона Харгривз, бегунья на 400 метров, участница Игр Содружества 1986 года. Дед Джим Макаслан и дядя Стюарт выступали в барьерном беге.
По национальности — шотландка, по этому на Играх Содружества и внутренних стартах выступает за эту страну (хотя выросла в английском Манчестере).
В 2011 году участвовала в чемпионате Европы среди юниоров, где не смогла выйти в индивидуальный финал бега на 400 метров, но помогла команде выиграть эстафету 4×400 метров. Из-за стрессового перелома ладьевидной кости стопы вынуждена была пропустить большую часть следующего сезона, проведя около месяца в гипсе. Поэтому её прорыв в 2013 году был во многом неожиданным. На чемпионате страны она стала 5-й с личным рекордом 52,85, после чего была включена в сборную на чемпионат мира. Первые соревнования такого ранга Кирстен провела в качестве наблюдателя — ей так и не нашлось места в эстафетной четвёрке ни в забеге, ни в финале.
Перед Играми Содружества 2014 года долго восстанавливалась после травмы подколенного сухожилия, но нашла в себе силы выйти на старт. В эстафете 4×400 метров сборной Шотландии не хватило совсем немного, чтобы попасть в финальный забег.
2015 год получился одним из самых удачных в карьере Макаслан. Уже в начале января она установила рекорд Шотландии в беге на 600 метров в помещении, показав 17-е время в мировой истории (1.26,22). Выиграла зимний чемпионат страны, а спустя неделю после этого успеха установила в манеже абсолютный личный рекорд, 52,28. На чемпионате Европы в помещении стала серебряным призёром в эстафете, выступая на заключительном этапе. Летом представляла свою страну на молодёжном первенстве Европы. В личном беге на 400 метров стала пятой в финале, а в эстафете выиграла золото и помогла команде установить рекорд Великобритании среди молодёжи (3.30,07).
Участвовала в предварительных забегах в эстафете на чемпионате мира 2015 года. В финале, где британки завоевали бронзовые медали, вместо неё бежала олимпийская чемпионка Кристин Охуруогу.
В 2016 году перенесла инфекционный мононуклеоз, почти не выступала на соревнованиях, в том числе пропустила отбор на Олимпийские игры.
Тренируется под руководством Тревора Пейнтера, мужа и наставника британской бегуньи на 800 метров Дженнифер Медоуз. Получает высшее образование в области биохимии в Университете Бата. В процессе обучения ей часто приходится тренироваться самостоятельно в период подготовки к экзаменам (тренировочная база Пейнтера находится в Манчестере, что почти в 300 км от Бата).
Выступления в беге на 400 метров сама Кирстен воспринимает как подготовку к переходу на дистанцию вдвое длиннее (участие в забегах на 800 метров приходится постоянно откладывать из-за большого количества травм).

## Основные результаты
| Год  | Турнир                          | Место проведения       | Дисциплина       | Место       | Результат |
| ---- | ------------------------------- | ---------------------- | ---------------- | ----------- | --------- |
| 2011 | Чемпионат Европы среди юниоров  | Таллин, Эстония        | 400 м            | 10-е (заб.) | 54,16     |
| 2011 | Чемпионат Европы среди юниоров  | Таллин, Эстония        | эстафета 4×400 м | 1-е         | 3.35,29   |
| 2014 | Игры Содружества                | Глазго, Великобритания | эстафета 4×400 м | 9-е (заб.)  | 3.33,91   |
| 2015 | Чемпионат Европы в помещении    | Прага, Чехия           | 400 м            | 8-е (1/2)   | 53,49     |
| 2015 | Чемпионат Европы в помещении    | Прага, Чехия           | эстафета 4×400 м | 2-е         | 3.31,79   |
| 2015 | Чемпионат Европы среди молодёжи | Таллин, Эстония        | 400 м            | 5-е         | 52,33     |
| 2015 | Чемпионат Европы среди молодёжи | Таллин, Эстония        | эстафета 4×400 м | 1-е         | 3.30,07   |
| 2015 | Чемпионат мира                  | Пекин, Китай           | эстафета 4×400 м | 5-е (заб.)  | 3.23,90   |